# Улица 50-летия ВЛКСМ (Королёв)
Улица 50-летия ВЛКСМ  — улица в городе Королёв.

## История

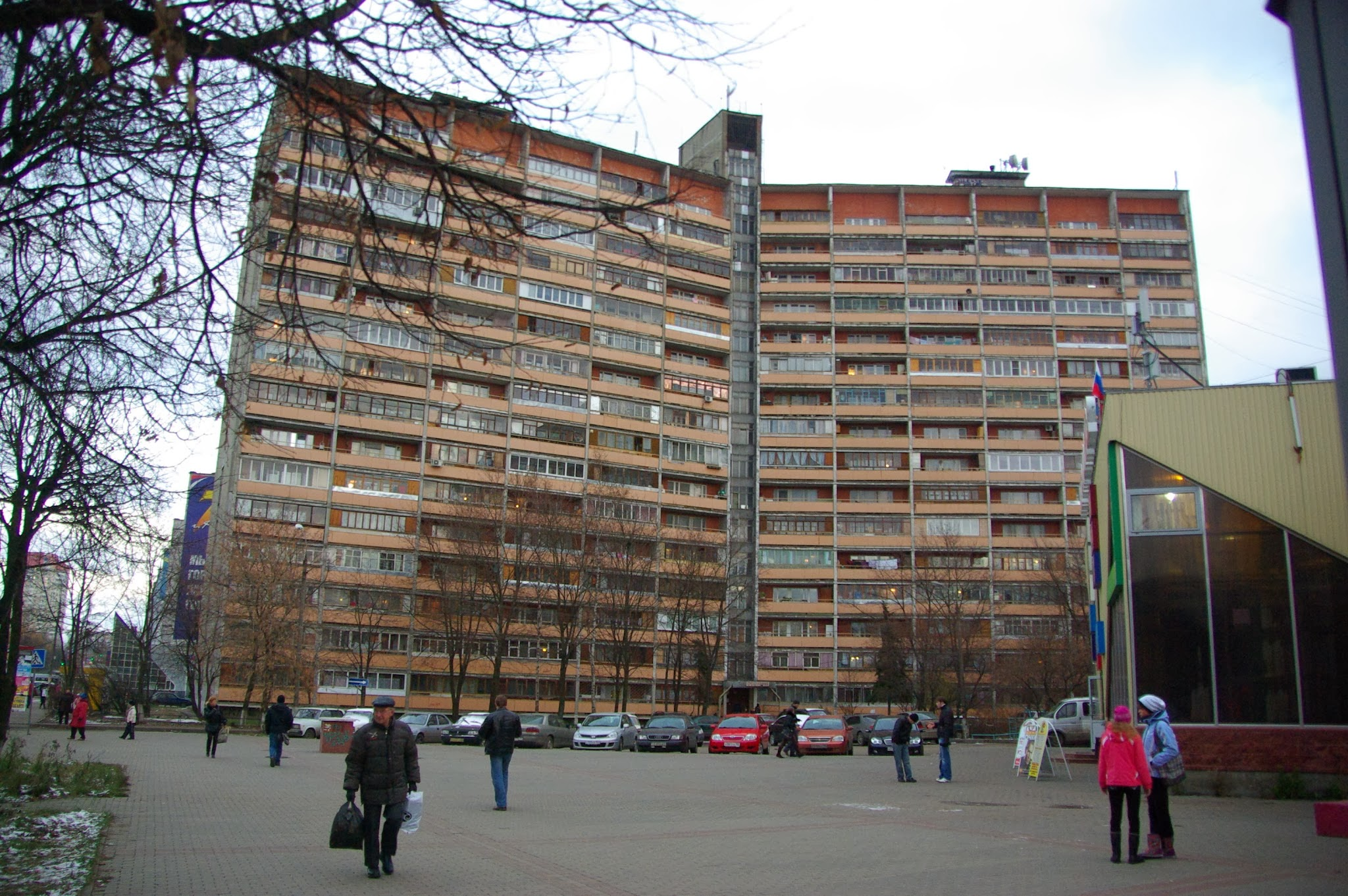
Дом-книжка МЖК в г. Королёве

На месте улицы до 1974 года располагалось село Куракино (посёлок Куракинский).
Первоначально улица носила название 50-летия Ленинского комсомола, но была переименована 28 марта 2001 года в соответствии с более устоявшимся названием. При этом при замене табличек на домах было использовано ошибочное наименование 50 лет ВЛКСМ, которое, однако, распространилось в том числе и на официальном уровне.
На улице зародилось движение по строительству в СССР Молодёжных жилых комплексов. Здесь в 1968 году среди молодых учёных космической отрасли, работающих в городе на предприятиях РКК «Энергия», ЦНИИМАШ, КБ Химмаш и др. появилась группа энтузиастов (Синица С. С., Черваков В. А., Богданов Р. Н.), хотевших попробовать построить дома с элементами нового коллективистского быта. Был создан комсомольско-молодёжный строительный отряд (50 % — молодые учёные, 50 % — рабочая молодёжь) и в 1971 году была вбита первая свая первого в стране МЖК. Опыт МЖК-1 был одобрен VII пленумом ЦК ВЛКСМ (ноябрь 1980) и XIX съездом ВЛКСМ. Данный МЖК был награждён «Премией Ленинского Комсомола» (1976). В ЦК КПСС состоялось совещание по теме МЖК. Деньги нас строительство зданий МЖК № 2, 4, 6 выделяло Министерство общего машиностроения СССР, строительство осуществлялось силами молодых ученых, получающих в комплексе квартиры. После окончания строительства участники строительного отряда возвращались на свои рабочие места.
Строительства МЖК на улице 50-летия ВЛКСМ было продолжено и позже. В 1988 году были построены 16 этажные здания №10Б, 10В, 10Г, в 1993 году были построены здания МЖК №4а. 4Б. 4В.

## Трасса
Улица 50-летия ВЛКСМ начинается от улицы Сакко и Ванцетти и заканчивается на Октябрьском бульваре.

## Организации

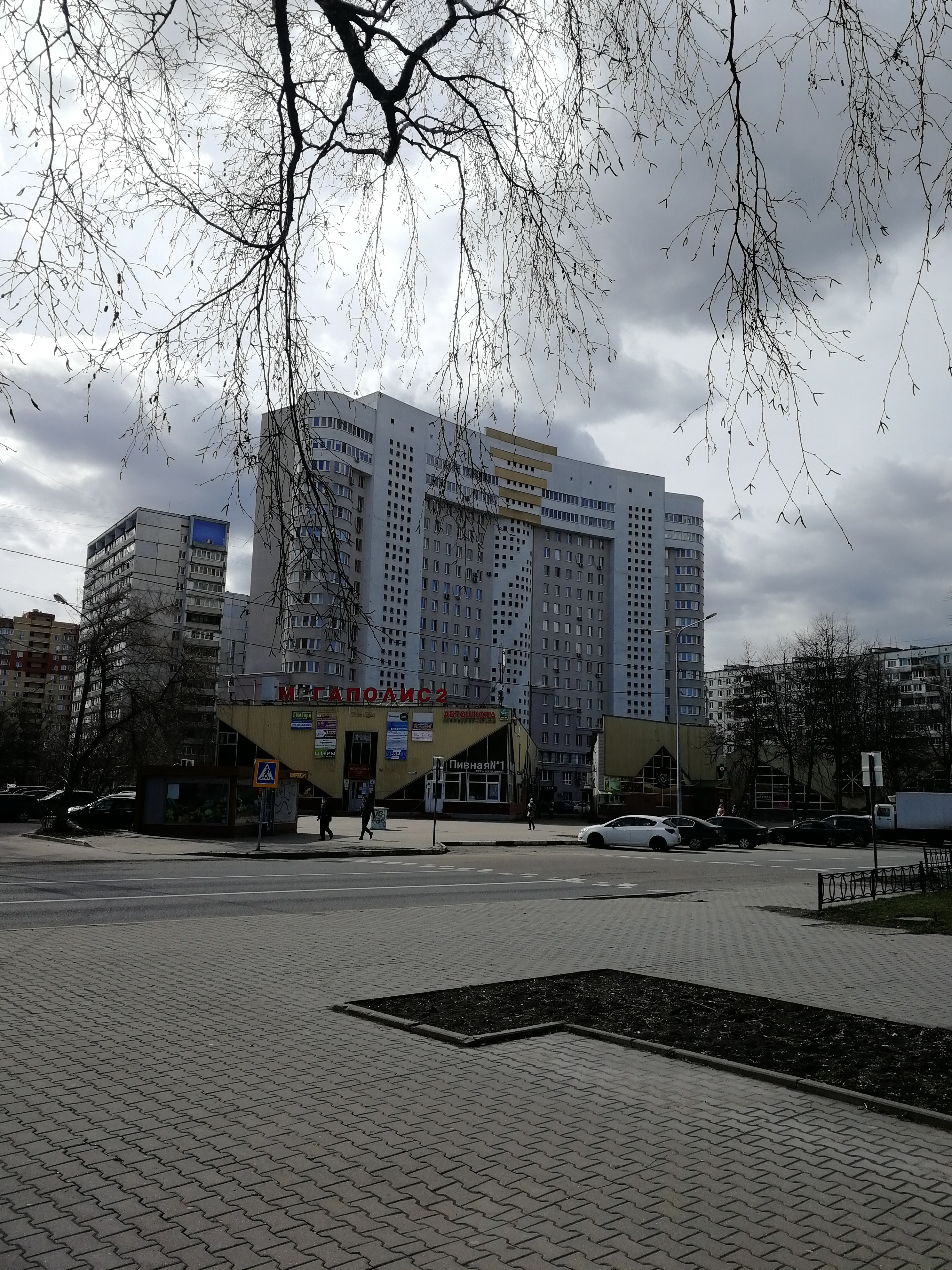
Многоэтажный дом и торговый центр «Мегаполис 2»

- дом 2а: Теплоснабщающая компания ОАО "Теплосеть", Фотостудия "Точка зрения"
- дом 2: Фитнес-клуб "Арс Фит", Агентство недвижимости "Водолей"
- дом 4г: Аудиторско-юридическая компания "Партнер-А"
- дом 4: Центральная городская библиотека
- дом 5/16: Юношеская городская библиотека им. О.М. Куваева, ("Китайская стена") — длинный 16-подъездный дом.  Здание украшают пять мозаичных панно: «Наука», «Содружество», «Искусство», «Космос» и «Мир», три из которых (по состоянию на 2015 г.) частично разрушены.
- дом 6а: Торговый центр "Мегаполис 1"
- дом 6б: Аптечный пункт "Тефа" №9, Салон сотовой связи "Связной"
- дом 6в: Продуктовый магазин "Метатр", Банкомат Сбербанка России
- дом 6г: Магазин "Мечта"
- дом 6е: Торговый центр "Мегаполис 2"
- дом 6/18: Агентство недвижимости "Форум", Комплекс зданий МЖК,
- дом 7/5: Ремонт обуви
- дом 9: Некоммерческая организация "Королёвское Хуторское Казачье Общество", Опорный пункт охраны порядка
- дом 10г: Агентство недвижимости
- дом 13а: Королёвский центр услуг связи, Телеграф "Королёв-2"
- дом 13б: Оздоровительный центр "Терма"